# Poutre en tôle
 (mars 2025).

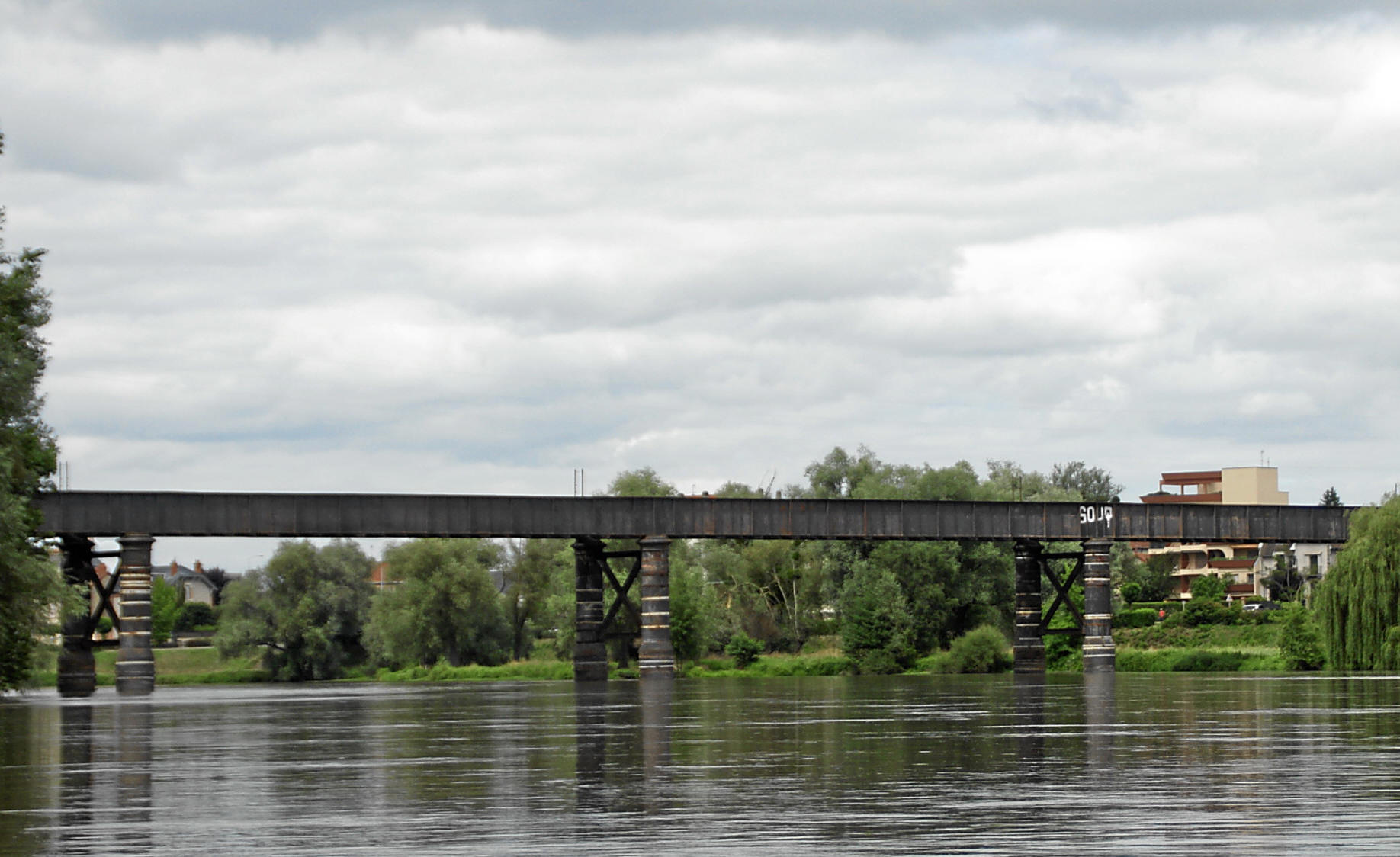
Le Pont de fer, ancien pont ferroviaire franchissant l'Allier à Moulins. Poutres en tôle.

Dans la construction en acier, les poutres à âme pleine ou les poutres-caisson en acier (généralement soudées, moins souvent vissées, auparavant souvent rivetées) sont des poutres en tôle. Contrairement aux poutres laminées (poutres en acier profilées) qui sont constituées d'une seule pièce d'acier, les dimensions des poutres en tôle (épaisseurs des tôles, hauteur de l'âme en tôle, largeur des tôles d'aile) peuvent être choisies plus librement.
Les limites des dimensions sont déterminées par l'analyse structurelle. Une vérification de la résistance à la fatigue et de l’aptitude au service doivent être fournies. Pour vérifier la résistance à la fatigue (voir aussi Tragfähigkeit), les états limites courants en statique doivent être examinés. Cela concerne notamment le dépassement de la résistance portante de la section transversale et des assemblages (soudures, vis, rivets), la défaillance de stabilité des composants, ou la défaillance due à une contrainte de fatigue.
Les poutres en tôle peuvent souvent être conçues plus facilement que les poutres laminées, mais nécessitent un effort de traitement accru en raison des assemblages et des éléments de raidissement (raidisseurs, nervures) nécessaires en fonction de l'élancement des composants.

Poutre à âme pleine rivetée
Poutre droite en U rivetée
Poutre en caisson rivetée
Poutre reconstituée soudée